# Ellen Auerbach
Ellen Auerbach (* 20. Mai 1906 in Karlsruhe als Ellen Rosenberg; † 30. Juli 2004 in New York City) war eine deutsch-amerikanische Fotografin und Filmemacherin. International bekannt wurde sie noch unter ihrem Geburtsnamen in den 1930er Jahren durch ihre gemeinsame Arbeit mit der Künstlerin Grete Stern, mit der sie das Fotostudio ringl + pit gründete. Ihre Arbeiten galten als eine bedeutende Innovation in der Porträt- und Werbefotografie. Sie beeinflusste zahlreiche europäische und amerikanische Künstler.

## Leben
Ellen Rosenberg, die spätere Ellen Auerbach, stammte aus einem bürgerlichen jüdischen Elternhaus. Von ihren Eltern bekam sie den Kosenamen Pit. Mit 18 Jahren begann sie ein Studium der Bildhauerei an der Badischen Landeskunstschule in Karlsruhe. 1928 wechselte sie an die Akademie der bildenden Künste in Stuttgart. Dort experimentierte sie mit einer 9x12-Plattenkamera, die sie von ihrem Onkel geschenkt bekommen hatte. Seitdem wandte sie sich der Fotografie zu.
1929 zog Rosenberg nach Berlin, um eine fotografische Ausbildung bei Walter Peterhans zu absolvieren. Durch Peterhans, der am Bauhaus in Dessau unterrichtete, lernte sie Grete Stern kennen, die ihre Geschäftspartnerin wurde. In einem ehemaligen Atelier von Peterhans errichteten sie das Fotostudio ringl + pit, benannt nach ihrer beiden Kosenamen. Von Beginn an spezialisierten sie sich auf Werbe- und Porträtfotografie.
Anfang der 1930er Jahre lernte Ellen Rosenberg den Bühnenbildner und Marxisten Walter Auerbach kennen. Um diese Zeit kaufte sie sich eine 16-mm-Kamera und begann, nebenher Filme aufzunehmen. Es entstand unter anderem der sechsminütige improvisierte Spielfilm Gretchen hat Ausgang mit Grete Stern als Darstellerin einer täppischen Dienstbotin.
1933 gewannen ringl + pit für ihre Werbeaufnahme „Komol“ bei der Exposition Internationale de la Photographie et du Cinéma in Brüssel den ersten Preis. Im selben Jahr trennten sich zunächst ihre Wege. Nach der Machtergreifung der Nationalsozialisten emigrierte Ellen Rosenberg mit Walter Auerbach nach Palästina. In Marseille filmte sie das Ablegen des Dampfers mit dem ebenfalls an Bord befindlichen Chaim Weizmann und das fröhliche Treiben auf dem Schiff. Der dreiminütige Stummfilm erhielt den Titel Palästina. Die große Reise. Ihre Eltern wurden in das französische Internierungslager Camp de Gurs deportiert, überlebten und kehrten später nach Karlsruhe zurück. Ihr Bruder entkam der Judenverfolgung 1936 nach Buenos Aires.
In Tel Aviv eröffnete Rosenberg das Fotostudio Ishon, das sich auf Babyfotografie spezialisierte. Für den Jüdischen Nationalfonds drehte sie einen Dokumentarfilm über Tel Aviv. Dieser Stummfilm ist als neunminütiges Fragment erhalten und zeigt das Wachsen der Stadt.
1936 verließ sie Palästina und reiste zu Grete Stern, die 1933 nach London emigriert war. Ohne Aussicht auf beruflichen Erfolg in England heiratete sie 1937 Walter Auerbach und siedelte mit ihm in die USA über, während Stern nach Argentinien auswanderte.
Die Auerbachs lebten zunächst in Philadelphia, zogen dann nach New York, wo Ellen unter anderem als freie Fotografin für das Time Magazine arbeitete. Die New-York-Fotos gehören zu Ellen Auerbachs schönsten Arbeiten. Hier gelang es ihr, die Mischung aus Glamour und Elend der Großstadt einzufangen. 1945 trennten sich Ellen und Walter Auerbach.
1954 wandte sich Ellen Auerbach dem Zen-Buddhismus zu und begann als Lerntherapeutin zu arbeiten, von 1965 bis 1984 in einem New Yorker Institut.

## Ausstellungen (unvollständig)
- 1946: Menninger Foundation (Kinderporträts)
- 1957: Madonna’s and Market Places, Lime Light Gallery, New York City|New York
- 1963: Mexico (zusammen mit Eliot Porter), Cosmopolitan Club, Philadelphia
- 1977: Künstlerinnen International, Berlin 1877–1977, Schloß Charlottenburg, Berlin (Gruppenausstellung)
- 1978: Mexican Church Interiors (zusammen mit Eliot Porter), Sander Gallery, Washington, D.C.
- 1979: Studio ringl + pit, Sander Gallery, Washington DC
- 1980: Avant-Garde Photography in Germany 1919-1939, San Francisco (Gruppenausstellung)
- 1981: Fotografien ringl + pit, 1930–1933, Bauhaus-Archiv, Berlin
- 1982: Ellen Auerbach. Pictures after 1934,  The Photographer’s Gallery, London
- 1984: ringl + pit, Deutsche Botschaft, Buenos Aires
- 1984: Photography of the 30s, Sander Gallery, New York (Gruppenausstellung)
- 1985: ringl + pit, Goethe-Institut, New York
- 1986: Fotografie und Bauhaus, Kestner-Gesellschaft, Hannover (Gruppenausstellung)
- 1989: Werbefotografie in Deutschland seit den zwanziger Jahren, Folkwang-Museum, Essen (Gruppenausstellung)
- 1990: Fotografie am Bauhaus, Bauhaus-Archiv, Berlin (Gruppenausstellung)
- 1991: ringl + pit, Goethe-Institut, Vancouver
- 1993: Women on the edge. Twenty Photographers 1919-1939, J. Paul Getty Museum, Los Angeles (Gruppenausstellung)
- 1993: ringl + pit, Folkwang-Museum, Essen
- 1994: Ellen Auerbach: From the Bauhaus to God’s House, Robert Mann Gallery, New York
- 1994: Fotografinnen der Weimarer Republik, Folkwang-Museum, Essen (Gruppenausstellung)
- 1995: ringl + pit, Berlin 1928–1933, Port Washington Library, Port Washington
- 1997: Deutsche Fotografie. Macht eines Mediums, Kunst- und Ausstellungshalle der Bundesrepublik Deutschland, Bonn (Gruppenausstellung)
- 1998: Die Fotografin Ellen Auerbach. Retrospective. Akademie der Künste, Berlin
- 2006: Hommage à pit, Ellen Auerbach zum 100. Geburtstag, Pinakothek der Moderne, München
- 2008 Ellen Auerbach "All die Neuanfänge …", Käthe-Kollwitz-Museum Köln
- 2009: Ellen Auerbach "All die Neuanfänge …", Städtische Museen, Zwickau
- 2015: Berlijn - Tel Aviv - New York - Een fotografische Wereldreis, Museum de Fundatie, Zwolle
- 2023: Ellen Auerbach. Barbara Klemm, Fotografie Forum der Städteregion Aachen, Monschau
- 2025: Ellen Auerbach und Lea Grundig – Zwei Künstlerinnen in Palästina, Eberswalde, Kleine Galerie

## Nachlass
Ellen Auerbachs umfangreicher Nachlass befindet sich im Archiv der Akademie der Künste in Berlin.
Nach ihr benannt ist das Ellen-Auerbach-Stipendium, das mit 20.000 Euro aus dem Nachlass Auerbachs dotiert ist und alle zwei Jahre von der Berliner Akademie der Künste vergeben wird.

## Film
- Drei Fotografinnen: Ilse Bing, Grete Stern, Ellen Auerbach. Dokumentarfilm. Regie: Antonia Lerch. Berlin 1993.[6]